# 栄町 (行田市)
栄町（さかえちょう）は、埼玉県行田市の町名。現行行政地名は栄町のみ。丁番を持たない単独町名である。住居表示実施済み。郵便番号は361-0071。

## 概要
行田市駅北口周辺部にあたり、忍川を境に行田市中央に接する。東側境を新忍川が流れる。北側は谷郷、東側は桜町一丁目に隣接する。

## 交通
鉄道
地内に鉄道は敷設されていない。秩父鉄道行田市駅北口より至近に所在する。
道路
- 埼玉県道199号行田市停車場酒巻線

## 施設
- 行田税務署
- 行田キリスト教会
- 行田市谷郷ポンプ場